# FC 디나모 트빌리시
FC 디나모 트빌리시(조지아어: დინამო თბილისი)는 조지아의 축구 클럽으로 수도인 트빌리시에 연고를 두고 있다. 디나모 트빌리시는 1981년에 UEFA 컵 위너스컵을 우승하면서 소비에트 연방 시절에 강력한 팀 중 하나로 손꼽혔었다.

## 역대 성적

#### 소비에트 연방
- 소비에트 탑 리그 우승

우승 (2): 1964, 1978
- 소비에트 컵 우승

우승 (2): 1976, 1979
- UEFA 컵 위너스컵 우승

우승 (1): 1981

#### 조지아
- 우마글레시리가 우승

우승 (19): 1990, 1991, 1991/92, 1992/93, 1993/94, 1994/95, 1995/96, 1996/97, 1997/98, 1998/99, 2002/03, 2004/05, 2007/08, 2012/13, 2013/14, 2015/16, 2019, 2020, 2022
- 조지아 컵 우승

우승 (8): 1992, 1993, 1994, 1995, 1996, 1997, 2003, 2004
- CIS컵 우승

우승 (1): 2004

## 선수 명단

### 현역
참고: FIFA 자격 규정에 따라 소속된 국가대표팀 국기를 표시합니다. 선수는 복수의 FIFA 비회원국 국적을 가지고 있을 수 있습니다.
| 번호 | 포지션 | 국적 | 이름          |
| ---- | ------ | ---- | ------------- |
| 14   | DF     |      | 레오 아순프상 |

| 번호 | 포지션 | 국적 | 이름          |
| ---- | ------ | ---- | ------------- |
| 38   | FW     | 가나 | 다니엘 오우수 |

## 역대 감독
| 감독          | 임기 |
| ------------- | ---- |
| 시스코 무뇨스 | 2020 |